# Haft ukraiński

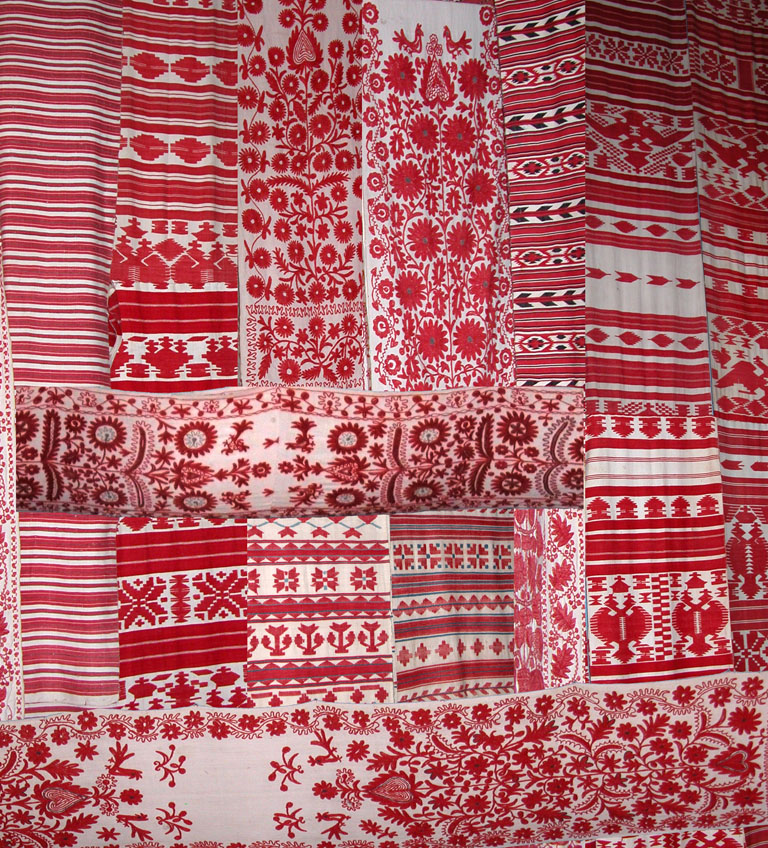
Rusznik – ukraiński haftowany ręcznik dekoracyjny. Perejesław, Ukraina

Haft ukraiński (ukr. Вишивка, wyszywka) – zajmuje poczesne miejsce wśród różnych typów ukraińskich sztuk dekoracyjnych. Ukraina posiada bogatą historię haftowania, przez długi czas haft pojawiał się na strojach ludowych, a także odgrywał istotną rolę w czasie tradycyjnych ukraińskich ślubów oraz innych świąt. Chociaż haft ukraiński obecny jest w całym kraju, występują w nim pewne różnice regionalne. Od Połtawy, Kijowa i Czernihowa na wschodzie, przez Wołyń i Polesie na północnym zachodzie, po Bukowinę i obszary Huculszczyzny na południowym zachodzie, sztuka ta ma długą historię, która wyznacza jej motywy zdobnicze oraz kompozycję, a także najczęściej wybierane kolory oraz rodzaje ściegów.

## Historia

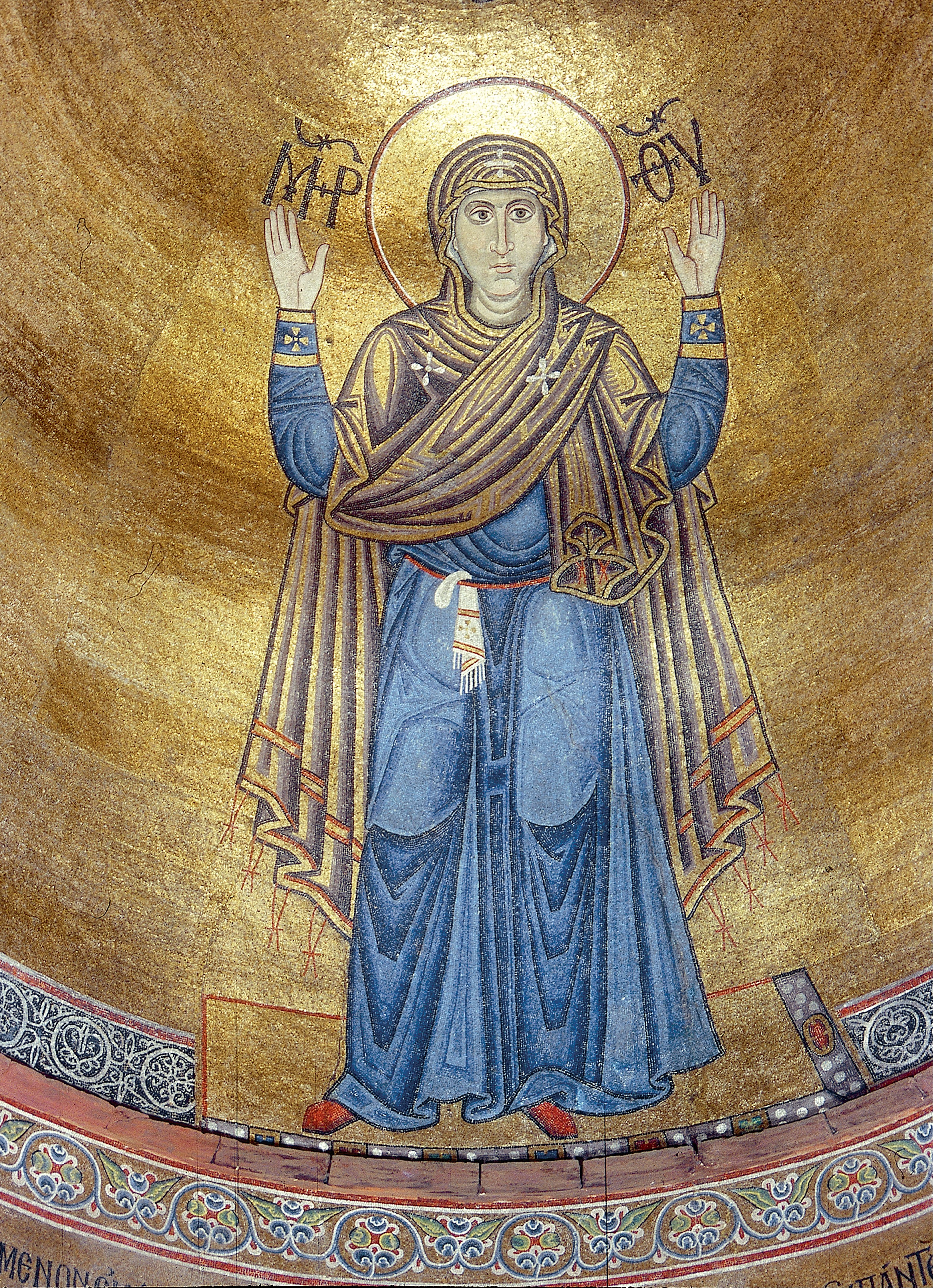
XII-wieczna ikona Matki Bożej “Orantki” w Soborze Mądrości Bożej w Kijowie. Za pasek zatknięta jest haftowana chusteczka

Haft ma długą historię na Ukrainie. W roku 513 p.n.e. Herodot, opisując najazd Dariusza, wspomniał, że ludy trackie i dackie, które zamieszkiwały tereny obecnych Bałkanów oraz zachodniej Ukrainy, wykorzystywały haft do ozdabiania strojów. W trakcie wykopalisk na stanowiskach datujących się na I wiek n.e. odnaleziono przykłady haftowanych strojów z terenów Ukrainy. Inne wczesne przykłady haftów obejmują motywy bogini przedchrześcijańskich, takiej jak bogini Berehynia. Hafty przedstawiono na jedenastowiecznych freskach i miniaturach w Soborze Mądrości Bożej w Kijowie. Wiele z tych wczesnych przykładów rękodzieła hafciarskiego wykazuje wyraźne podobieństwo do lokalnego haftu tworzonego przez wieki. Haft ukraiński stanowił codzienne zajęcie wielu ludzi do XIX wieku, kiedy to stał się bardziej sztuką rzemieślniczą.
Haft najczęściej wykorzystywano do dekorowania strojów i tkanin oraz domów i kościołów. Ozdobione haftem przedmioty, takie jak ręczniki, niosą ze sobą wysoce symboliczne znaczenie w wielu ceremoniach i rytuałach na Ukrainie.
Większość haftów tworzono z myślą o ozdobieniu odzienia. Podstawowym elementem stroju, który często ozdobiony był haftem, była koszula lub bluzka. Haftowane elementy najczęściej umieszczano na rękawach, ale także przy dekolcie, na klatce piersiowej oraz na mankietach. Inne elementy stroju, takie jak szale, spódnice, fartuchy, kołpaki męskie i spodnie, kamizele, kożuchy z owczej skóry, szarfy itd. również ozdabiano haftem. W niektórych rejonach haftowane elementy umieszczano także na bieliźnie pościelowej. Poza elementami ubioru haft znajdował się często na ręcznikach, obrusach, przykryciach ław, welonach i chustach oraz powłoczkach. Wiele z tych przedmiotów wykorzystywano do dekoracji wnętrz kościołów, na przykład jako osłony sakramentów lub całuny na ikony.
Według Mary Doliszny, ukraińskiej działaczki narodowej w Kanadzie, podejmowane przez Związek Radziecki próby rusyfikacji zebrały swoje żniwo także w dziedzinie haftu ukraińskiego. Ze względu na próby zniszczenia sztuki tych haftów emigracja ukraińska pracowała nad udokumentowaniem wzorów oraz przywróceniem tej sztuki do życia.
Haft ludowy był symboliczny i wiązał się z wieloma wierzeniami, mitami i przesądami, w tym również z wierzeniami dotyczącymi ochrony i płodności.
Na Ukrainie haftowały głównie kobiety i czynność ta stanowiła ich domenę, co nie zmieniło się również współcześnie. Praktycznie nie było kobiety, która nie opanowałaby tej sztuki w jakimś stopniu. Hafciarstwo popularne jest tak na Ukrainie, jak i wśród ukraińskiej emigracji, która założyła wiele klubów hafciarskich.
Hafciarstwo postrzegane jest jako narodowe hobby i stanowi część kulturowej i narodowej tożsamości Ukraińców.

## Odmiany
W zależności od regionu, a czasami nawet w zależności od wioski, spotkać można wiele odmian haftu ukraińskiego. Większość haftów powstałych na terenie Ukrainy wykazuje jednakże daleko idące podobieństwo. Nawet biorąc pod uwagę różnice, porównanie stylów hafciarstwa spotykanych na Ukrainie wykazuje zdecydowany ukraiński narodowy styl hafciarstwa. Najbardziej popularne kolory stosowane w tym hafcie to czerwony i czarny. Ukraiński haft ludowy znany jest ze swojej różnorodności technik.

### Środkowa i wschodnia Ukraina
W środkowej i wschodniej części Ukrainy haft zazwyczaj składa się z form geometrycznych oraz motywów roślinnych. Kolorystyka motywów jest delikatna, a poszczególne detale są bardzo zróżnicowane. W rejonie Połtawy najczęściej stosowane kolory to jasnoniebieski, biały, brunatnożółty, jasnozielony i odcienie szarości. Wyroby z Połtawy są szczególnie znane z haftu angielskiego oraz mereżek. Czerwona, czerwono-niebieska (lub czerwono-czarna) kolorystyka odgrywa dużą rolę w hafcie środkowej i wschodniej Ukrainy, podobnie jak w reszcie kraju.

### Zachodnia Ukraina

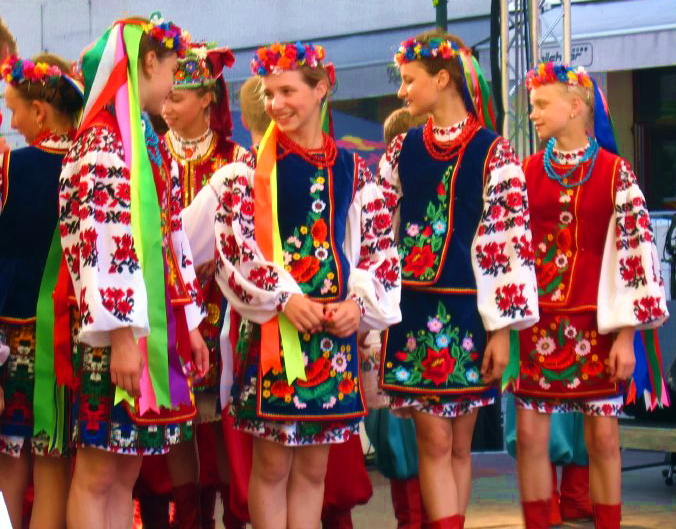
Ukraińskie dziewczęta w strojach ozdobionych tradycyjnym haftem

Na Ukrainie zachodniej, szczególnie w regionie Huculszczyzny, haft wykorzystuje ornamentykę geometryczną oraz kontrastowe barwy. Oprócz obecnie szeroko stosowanego haftu krzyżykowego, istnieje jeszcze ścieg naśladujący tkanie zwany nyżynka, który – wykonywany najczęściej na lewej stronie tkaniny – daje efekt tweedu. To jeden z najstarszych tradycyjnych ściegów ukraińskich, który w połączeniu z plamami białego materiału prześwitującego przez gęsto ułożone nici, podkreśla wyraźne kontury wzorów głównych.
Na obszarach Łemków, najstarsze hafty składały się z czerwonych oraz czerwono-niebieskich motywów linearnych. Wraz z upływem czasu, haft wzbogacano innymi kolorami – błękitem, zielenią oraz żółcią.
Na ziemiach Bojków, hafty tworzą różnorodny zbiór, od prostych, czerwono-niebieskich motywów geometrycznych na zachodnich krańcach ich terytoriów, po bogate, gęsto haftowane geometryczne i/lub kwiatowe wzory na krańcach wschodnich i południowych. Bojkowie znani byli również z pięknie haftowanych, marszczonych i plisowanych wyrobów zwanych brizki, które umieszczano głównie wokół kołnierza oraz na mankietach koszul kobiecych i męskich, ale także na górnym rąbku fartuchów kobiecych.
Hafty Bukowiny należą do najbogatszych na Ukrainie, często składają się z aż dziewięciu lub więcej kolorów, w tym nici złotych i metalicznych jak również kolorowych szklanych paciorków. Stosuje się również różne ściegi.
Robótki ręczne Pokucia także charakteryzują się bogactwem oraz dużym stopniem skomplikowania i zróżnicowania. Dominującym kolorem w wielu stylach haftu tego regionu był czerwony, często wykorzystywany w postaci grubych nici wełnianych, które przędzono w domu, czasami pojawiały się akcenty żółci, zieleni i błękitu. Chociaż haft krzyżykowy również był spotykany, starszą i bardziej tradycyjną techniką był haft supełkowy (który jest dość popularny w wielu regionach południowo-zachodniej Ukrainy). W wielu częściach Pokucia oraz sąsiedniego Podola popularność zdobyły motywy skomplikowanego haftu angielskiego połączonego z mereżką. Hafty Podola podobne były pod wieloma względami do haftów z Bukowiny i Pokucia, cechując się dyskretnymi, ale wyraźnymi różnicami w doborze kolorów, motywach oraz ich rozmieszczeniu, które odróżniały je od haftów z innych terenów.
W Galicji znaleźć można wiele różnorodnych stylów haftu, które charakteryzowały pojedyncze społeczności lokalne do tego stopnia, że nie ma wątpliwości co do pochodzenia takiego haftu.

### Północna Ukraina
Na Ukrainie północno-zachodniej i północnej (w tym na dawnych ukraińskich terytoriach Polski), tradycja robótek ręcznych została zachowana w praktycznie nienaruszonym stanie od najdawniejszych czasów. Najbardziej powszechne schematy kolorystyczne archaicznych haftów geometrycznych północnych regionów Ukrainy to czerwony, czerwono-niebieski oraz czerwono-czarny, które to hafty wykonywano głównie w ścisłych rzędach haftu tkackiego (zwanego zawolikania), który tworzył poziome wstęgi wzorów. Popularne na północy są również motywy roślinne, w których wykorzystuje się paletę czerwieni, czerwieni z błękitem lub czerwieni z czernią tak jak w przypadku tkanych wstęg, jednakże ta technika haftu jest zdecydowanie młodsza.